# イェニー (小惑星)
イェニー (607 Jenny) は、小惑星帯にある小惑星。アウグスト・コプフがハイデルベルクのケーニッヒシュトゥール天文台で発見した。
小惑星608番のアドルフィーネと共に、発見者の友人のイェニー・アドルフィーネ・ケスラーに因んで名付けられた。
2007年12月に関東地方で掩蔽が観測された。